# Wittenberger Vertrag
Der Wittenberger Vertrag ist ein am 15. September 1993 in Wittenberg (Sachsen-Anhalt) unterzeichneter Kirchenvertrag zwischen dem Land Sachsen-Anhalt und den evangelischen Landeskirchen. Er ist der erste umfassende Vertrag eines neuen Bundeslandes nach der Wiedervereinigung. Der Landtag des Landes Sachsen-Anhalt stimmte dem Vertrag durch Gesetz vom 16. Dezember 1993 zu. Nach Austausch der Ratifikationsurkunden trat er am 15. Februar 1994 in Kraft.

## Vertragspartner auf kirchlicher Seite
Der Vertrag wurde mit allen auf sachsen-anhaltischem Gebiet tätigen evangelischen Landeskirchen abgeschlossen. Dadurch waren 6 Landeskirchen an ihm beteiligt. Diese Vielzahl an Landeskirchen entspringt der Zersplitterung des Reichsgebiets in unterschiedliche Territorien mit jeweils eigener evangelischer Landeskirche vor 1919. Das Gebiet einer Landeskirche ist daher häufig auf mehrere heutige Bundesländer verteilt.
Vertragspartner sind:
- die Evangelische Landeskirche Anhalts
- die Evangelisch-Lutherische Landeskirche in Braunschweig
- die Evangelische Kirche der Kirchenprovinz Sachsen
- die Evangelische Kirche in Berlin-Brandenburg (heute: EKBO)
- die Evangelisch-Lutherische Landeskirche Sachsens
- die Evangelisch-Lutherische Kirche in Thüringen

Hauptsächlich auf sachsen-anhaltischem Gebiet vertreten sind die Landeskirche Anhalts und die Kirchenprovinz Sachsen. Die anderen beteiligten Landeskirchen haben nur untergeordnete Gebietsanteile in Sachsen-Anhalt.

## Inhalt des Vertrages
Der Inhalt des Wittenberger Vertrags folgt in weiten Teilen dem Modell des „Loccumer Vertrags“ hinsichtlich der Regelungsgegenstände. Es wurden die gemeinsamen Angelegenheiten des Staates und der evangelischen Landeskirchen geregelt, also theologische Fakultäten, Religionsunterricht, Staatsleistungen, Kirchensteuer, Denkmalschutz usw. Neben dem Vertragstext wurde, wie bei Kirchenverträgen üblich, ein Schlussprotokoll vereinbart, das die Ausführung der Vertragsbestimmungen konkretisiert und integrierter Bestandteil des Vertrags ist. In Art. 27 wurde erstmals in einem Staatskirchenvertrag eine Bestimmung zur „sprachlichen Gleichstellung“ bei Funktionsbezeichnungen eingefügt.
Für die Vertragsverhandlungen und auch den Vertrag prägend waren die Erfahrungen aus der DDR-Zeit mit einem den Kirchen feindlich eingestellten Staat. Die Sicherung einer freien Entfaltung der Kirchen in ihren verschiedenen Handlungsfeldern stellte daher ein besonderes Anliegen dar. Dementsprechend wurden häufig verfassungsrechtliche Verbürgungen wiederholt und durch ihren Vertragscharakter einer einseitigen Änderung durch den Staat entzogen. Inhaltlich beachtenswert ist die Abwesenheit jeglicher sog. politischer Klausel bei der kirchlichen Ämtervergabe, wobei diese auch in anderen Bundesländern bereits nicht mehr ausgeübt wurde. Auch fehlte eine in den älteren Verträgen übliche Bestimmung über die notwendige Vorbildung der Geistlichen (sog. Triennium wegen des mindestens dreijährigen Studiums), da dies als Übergriff in das kirchliche Selbstbestimmungsrecht angesehen wurde.
Kritisiert wurden die Regelungen zur Berufung von Hochschullehrern an die theologische Fakultät gemäß Art. 3 Abs. 2 (nebst dazugehörigem Schlussprotokoll), wonach sich die staatliche Seite ein Letztentscheidungsrecht vorbehält. Das Land will danach im Ausnahmefall einen Hochschullehrer trotz vorgebrachter Bedenken an die theologische Fakultät berufen dürfen. Dieses Letztentscheidungsrecht ist jedoch aus verfassungsrechtlichen Gründen umstritten, da es dem Land ermöglicht, einen mit der kirchlichen Lehre nicht übereinstimmenden Hochschullehrer in der Pfarrausbildung einzusetzen.

## Bewertung des Vertrags
Als erster Vertrag eines Neuen Bundeslandes war der Wittenberger Vertrag der Anfangspunkt für den Abschluss weiterer Verträge zwischen den Bundesländern und Religionsgemeinschaften. Der letzte umfassende Vertrag zwischen Staat und evangelischer Kirche lag zum damaligen Zeitpunkt fast 30 Jahre zurück. In diesem Zeitraum waren Möglichkeiten und Sinn einer vertraglichen Regelung der Berührungspunkte von Staat und Religionsgemeinschaften verschiedentlich infrage gestellt worden. Mittlerweile wird beides im rechtswissenschaftlichen Schrifttum nicht mehr bestritten.
Dem Wittenberger Vertrag folgten eine Vielzahl weiterer Verträge auch mit der katholischen Kirche und den jüdischen Religionsgemeinschaften. Er stellt damit den Anfangspunkt für eine sog. „3. Generation“ der Staatskirchenverträge dar (1. Generation: Weimarer Zeit; 2. Generation: Nachkriegszeit). Die anfänglichen Vorbehalte auf kirchlicher Seite gegen einen Vertragsschluss wegen einer vermuteten zu großen Nähe zum Staat und einer befürchteten Vereinnahmung haben sich nicht bewahrheitet. Heutzutage wird die vertragliche Regelung als Mittel der gegenseitigen Abgrenzung aber auch Zusammenarbeit in den gemeinsamen Handlungssphären und Gewährleistung einer freiheitlichen Selbstbestimmung der Religionsgemeinschaften aufgefasst.